# Unión Obrera Metalúrgica
La Unión Obrera Metalúrgica (UOM) es el sindicato que representa a los trabajadores metalúrgicos de la República Argentina. Su actual secretario general es Abel Furlán, que proviene de la fábrica Siderca. 
A sus filas pertenecieron los dirigentes Augusto Timoteo Vandor, José Ignacio Rucci, y Lorenzo Miguel. Ángel Perelman fue su primer secretario general electo en la asamblea fundacional del gremio el 20 de abril de 1943 y fue quien realizó el acercamiento del coronel Juan Domingo Peron con el gremio metalúrgico. La UOM tuvo figuras destacadas en la conducción de las 62 Organizaciones, en los tiempos de la Resistencia Peronista. El dirigente metalúrgico Felipe Vallese, es considerado como primer desaparecido de la historia argentina del siglo XX.
El antecedente de la UOM fue el de la Sociedad de Resistencia Metalúrgica, de tendencia anarquista, fundada poco antes de la Semana Trágica de 1919 y luego, impulsado por el Partido Comunista surge el Sindicato Obrero de la Industria Metalúrgica (SOIM) creado en 1922. 
La UOM se conforma e integra la CGT 1 Confederación General del Trabajo, mayoritaria que lideraba el ferroviario José Domenech de tendencia socialista. Mientras que  la CGT 2, minoritaria, tenía predominio comunista. El segundo secretario general de la UOM fue Nicolás Giuliani, como reconocimiento a su incansable labor persiguiendo el bienestar de los trabajadores, elegido en la Asamblea del 20 de septiembre de 1943. Posteriormente la secretaría general la ocupó Hilario Salvo, Abdala Baluch, Timoteo Vandor, Lorenzo Miguel y finalmente Antonio Caló. Un engranaje de doce dientes enmarcando la sigla UOM, en pleno estilo futurista, similar al sol que aparece en la bandera argentina es su logo de referencia. Cuenta con una obra social, OSUOMRA
En las elecciones del gremio metalúrgico de septiembre de 2016 se ratificó su rumbo. Informaba por entonces la agencia oficial de noticias Télam:
El secretario general de la seccional porteña de la Unión Obrera Metalúrgica (UOM), Antonio Caló, fue reelecto al frente de esa organización sindical acompañado en la secretaría adjunta por Roberto Bonetti. Al respecto Caló, titular de la UOM porteña y nacional, señaló:
“Fueron comicios ejemplares a pesar de competir en 8 seccionales dos listas; aquellos que fueron derrotados aceptaron con hidalguía los resultados y no se presentó una sola impugnación”.
José Luis Ybarra, titular de la Junta Electoral, informó a Télam: “Estuvieron habilitados para sufragar alrededor de 240.000 afiliados que no solo eligieron a las conducciones locales en las 54 seccionales, sino también a los 287 delegados que renovarán al secretariado nacional de la UOM”.
En las seccionales hubo cambios en varias conducciones, entre ellas Avellaneda, Cañada de Gómez, Chivilcoy, Mar del Plata, Morón, Rosario, San Francisco (Córdoba), San Juan, San Luis, San Miguel, Trenque Lauquen, Vicente López, Villa Constitución y Puerto Madryn. En Avellaneda se jubiló el histórico Juan Belén y fue reemplazado por Armando Paulino Leyes. En Cañada de Gómez se retiró José Dickei y su lugar fue ocupado por Daniel Martínez. En Chivilcoy Juan Carlos Chiapette dio paso a Daniel Mazzeo. También en Mar del Plata se retiró Vicente Villareal y el nuevo secretario general fue el triunfador en los comicios –participaron dos listas– José Rocha. En Mercedes asumió como nuevo secretario general Ramón Perdiguero, y en Morón, por la jubilación de otro histórico –Gerardo Charadía–, ascendió Sergio Souto. En San Francisco hubo dos listas y triunfó Aníbal Tissera; en San Juan hubo un enroque y el secretario general fue Héctor Gutiérrez, en reemplazo de Julio Figueroa que pasó a desempeñarse como secretario administrativo. En Trenque Lauquen quedó como secretario general Alberto Barrios ya que el anterior, Carlos Benito, pasó a la función de secretario adjunto. En Vicente López el nuevo secretario general sería Emiliano Gallo en reemplazo del histórico Antonio Cattáneo. En Villa Constitución hubo tres listas y ganó la encabezada por Héctor Ibarra, y en Puerto Madryn compitieron dos listas, resultando nuevo secretario general Jorge Paineman. En Rosario, Antonio Donello sería el nuevo secretario general y la sorpresa se dio en la seccional San Miguel –2 listas–, donde después de desempeñarse durante treinta años como secreta- rio general el dirigente Felipe Sosa, la lista que encabezó fue derrotada y resultó electo Diego Espeche.
La composición del secretariado nacional quedó conformada de la siguiente manera: acompañando a Antonio Caló, renovaron Naldo Brunelli, Enrique Salinas, Francisco Gutiérrez, Abel Furlán, Raúl Torres, José Luis Ortiz y Osvaldo Lobato, y se incorporaron Armando Paulino Leyes, Emiliano Gallo y Antonio Donello. 
La Secretaría Adjunta, como ha sido tradicional en la historia de la UOM, quedó en manos del líder de la seccional Avellaneda, el compañero Leyes. Esta seccional, de gran peso político, es la que lleva la tradición peronista de Rosendo García, Luis Serafín Guerrero y Juan Alberto Belén. La vida gremial interna de la UOM continúa como en sus primeros años.